# Oskar Lundqvist
Oskar Lundqvist, född 12 februari 1997, är en svensk friidrottare med specialisering på höjdhopp. Han tävlar för Upsala IF. Hans personbästa 2.14 noterade han den 16 juni 2018 i Huddinge kommun.
Den 15 augusti vid SM i friidrott 2020 i Uppsala hoppade han 2.11 meter vilket var ett nytt säsongsbästa för utomhussäsongen 2020 och det räckte till en silvermedalj bakom Melwin Lycke Holm.